# Letnie Grand Prix w narciarstwie dowolnym 2023
Letnie Grand Prix w narciarstwie dowolnym 2023 – pierwsza, historyczna edycja tego cyklu zawodów. Rywalizacja rozpoczęła się 20 sierpnia 2023 r. w szwajcarskim Mettmenstetten, natomiast finałowe zmagania sezonu zorganizowano 9 września tego samego roku w australijskim Brisbane.

## Konkurencje
- AE = skoki akrobatyczne

## Kalendarz i wyniki

### Mężczyźni
| Lp. | Data             | Miejscowość       | Konkurencja | 1. miejsce         | 2. miejsce      | 3. miejsce         |
| --- | ---------------- | ----------------- | ----------- | ------------------ | --------------- | ------------------ |
| 1.  | 20 sierpnia 2023 | Mettmenstetten    | AE          | Noé Roth           | Pirmin Werner   | Christopher Lillis |
| 2.  | 26 sierpnia 2023 | Utah Olympic Park | AE          | Christopher Lillis | Zhang Yifan     | Wang Xindi         |
| 3.  | 9 września 2023  | Brisbane          | AE          | Pirmin Werner      | Dmytro Kotowski | Ołeksandr Okipniuk |

### Klasyfikacje
| Lp. | Zawodnik           | Punkty |
| --- | ------------------ | ------ |
| 1.  | Pirmin Werner      | 220    |
| 2.  | Noé Roth           | 190    |
| 3.  | Christopher Lillis | 160    |
| 4.  | Dmytro Kotowski    | 130    |
| 5.  | Ołeksandr Okipniuk | 86     |
| 6.  | Maksym Kuzniecow   | 85     |
| 7.  | Zhang Yifan        | 80     |
| 8.  | Wołodymyr Kusznir  | 79     |
| 9.  | Jan Hawriuk        | 64     |
| 10. | Wang Xindi         | 60     |

### Kobiety
| Lp. | Data             | Miejscowość       | Konkurencja | 1. miejsce      | 2. miejsce    | 3. miejsce      |
| --- | ---------------- | ----------------- | ----------- | --------------- | ------------- | --------------- |
| 1.  | 20 sierpnia 2023 | Mettmenstetten    | AE          | Marion Thénault | Laura Peel    | Carol Bouvard   |
| 2.  | 26 sierpnia 2023 | Utah Olympic Park | AE          | Marion Thénault | Laura Peel    | Chen Meiting    |
| 3.  | 9 września 2023  | Brisbane          | AE          | Airleigh Frigo  | Abbey Willcox | Diana Jabłonska |

### Klasyfikacje
| Lp. | Zawodniczka      | Punkty |
| --- | ---------------- | ------ |
| 1.  | Marion Thénault  | 200    |
| 2.  | Laura Peel       | 160    |
| 3.  | Airleigh Frigo   | 100    |
| 4.  | Diana Jabłonska  | 96     |
| 5.  | Anhelina Brykina | 90     |
| 6.  | Abbey Willcox    | 80     |
| 7.  | Carol Bouvard    | 60     |
| 7.  | Chen Meiting     | 60     |
| 9.  | Winter Vinecki   | 50     |
| 9.  | Emma Weiß        | 50     |